# Костін Олексій Іванович
Костін Олексій Іванович (*1 лютого 1912, Новочеркаськ — 10 липня 2006, Рівне) — радянський науковець у галузі гідравліки, кандидат технічних наук; професор кафедри гідравліки Національного університету водного господарства та природокористування.

## Біографія

### Дитинство
Олексій Іванович Костін народився 1 лютого 1912 року в м. Новочеркаську Ростовської області. Дитинство його пройшло в період Першої світової війни. Дуже рано залишився сиротою. Виховувався в сиротинці, а потім у сім'ї старшого брата, який працював на гідрометричній станції. Трудовий шлях розпочав в 1930 році. Працював робітником, а згодом техніком на гідротехнічних вишукуваннях в районі Верхнього Дону.

### Навчання
У 1932 р. Олексій Іванович вступив на навчання до Новочеркаського гідромеліоративного інституту, де в 1938 р. одержав кваліфікацію інженера-гідротехніка. Під час навчання брав участь у будівництві Кутулукської зрошувальної системи. З 1938 до 1941 року працював на різних інженерних посадах, зокрема, проектувальником у Куйбишевському відділенні Північно-Кавказького меліоративно-будівельного проектного інституту.
У вересні 1941 року був мобілізований до Радянської Армії, в 154 окремий містобудівельний батальйон, у складі якого пройшов усю Велику Вітчизняну війну.

### Демобілізація
Демобілізувався Олексій Іванович у 1946 році з бойовими нагородами.

### Робота
Цього ж року Олексій Іванович одружився. Почав працювати викладачем будівельного і меліоративного технікумів в Новочеркаську. У 1951 р. за конкурсом перейшов викладати до Новочеркаського інженерно-меліоративного інституту, де проводив наукові дослідження під керівництвом відомого професора Михайла Матвійовича Скиби.
У 1955 р. захистив дисертацію та став кандидатом технічних наук, з 1956 р. до 1962 р. працював доцентом кафедри гідравліки та гідромашин Новочеркаського політехнічного інституту, а в 1960 році був обраний завідувачем цієї кафедри.
В 1962 р. О. І. Костін разом з сім'єю переїхав до Рівного і став працювати на кафедрі гідравліки нещодавно створеного Українського інституту інженерів водного господарства. Багато творчих сил та організаційних здібностей вчений віддав становленню гідравлічної лабораторії кафедри. Велику увагу Олексій Іванович приділяв студентам, допомагаючи їм готувати доповіді на щорічну конференцію студентського наукового товариства. Професор Костін мав свою наукову школу. Під його керівництвом успішно захистили кандидатські дисертації В. В. Луценко, Ю. П. Рогалевич, В. Я. Ковшун, А. А. Карпюк, які продовжують працювати на різних кафедрах нашого університету. Вчений опублікував 160 наукових праць, з них чотири винаходи. Він пропрацював на кафедрі гідравліки 27 років, 8 з них — був завідувачем кафедрою. До свого 90-річчя О. І. Костін видав монографію «Гідравліка трубчастих споруд», яка стала підсумком його творчої наукової діяльності.
 — Він був дуже добрим та людяним керівником, — пригадує його колега, доцент кафедри гідравліки НУВГП Юрій Рогалевич. — Завдяки йому кафедра дуже піднялася. При ньому була добудована лабораторія для наукових досліджень, що дала можливість для проведення якісної наукової роботи. На кафедрі була дуже приємна атмосфера. Вважаю, що про такого керівника можна просто мріяти.

### Останні роки
В останні роки життя Олексій Іванович допомагав онукам виховувати правнуків і не забував про науку. До останньої хвилини життя він був великим оптимістом і завжди добрим словом підтримував всіх кому потрібна була його допомога. У вічне життя Олексій Іванович Костін пішов 10 липня 2006 року у віці 94 роки.

### Вшанування
1 лютого 2012 року на честь 100 років з дня народження було відкрито меморіальну дошку у корпусі, де працював Олексій Іванович.